# Alessandra Ermellino
Alessandra Ermellino, née le 22 septembre 1978 à Tarente (Italie), est une femme politique italienne.

## Biographie
Alessandra Ermellino naît le 22 septembre 1978 à Tarente.
Elle est élue députée Mouvement 5 étoiles (M5S) dans la circonscription des Pouilles lors des élections générales de 2018.
En juin 2020, elle quitte le groupe M5S et rejoint le groupe mixte.